# Tamsulosine
La tamsulosine est un médicament utilisé comme alpha-bloquant, en particulier pour traiter les symptômes de l'hypertrophie bénigne de la prostate.

## Fiche

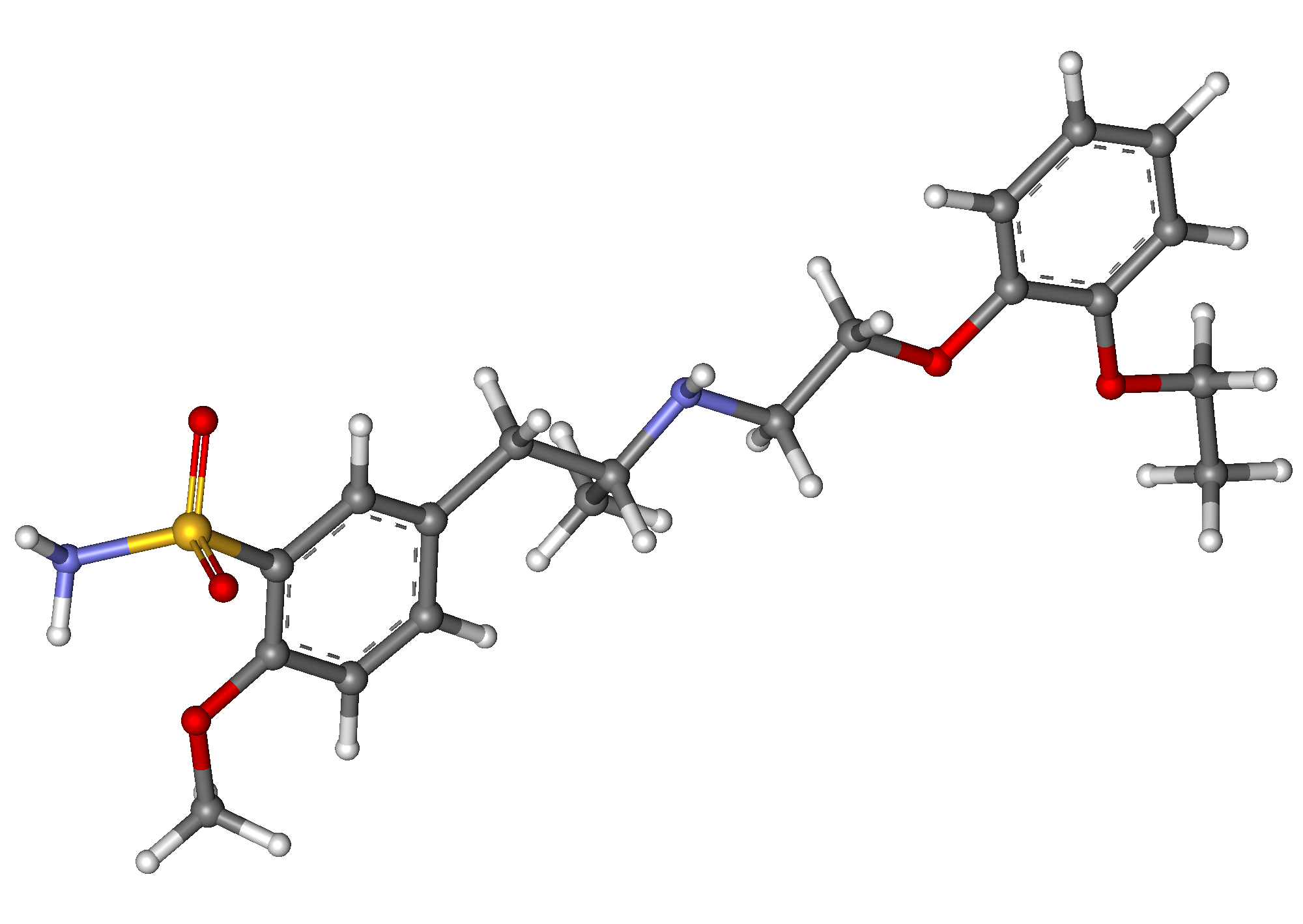
Représentation en 3D de la Tamsulosine

La tamsulosine est un antagoniste des récepteurs alpha 1 qui réduit la contraction des muscles de la prostate et de l'urètre. L'urètre, qui traverse la prostate, est ainsi moins comprimé, ce qui permet d'uriner plus facilement.
Son taux prostatique est bien supérieur à son taux sanguin.

## Efficacité
Elle est utilisée chez l'homme pour le traitement des symptômes des voies urinaires inférieures qui se produisent en cas d'hypertrophie bénigne de la prostate. Les symptômes comprennent notamment une difficulté à uriner, un besoin fréquent d'uriner et des gouttes post-mictionnelles. L'amélioration des symptômes est modeste, comparable à celle des autres médicaments de la même classe et sans effet démontré sur l'évolutivité de la maladie.

## Chimie
La tamsulosine possède un atome de carbone asymétrique (le C12, à côté de la fonction amine) qui en fait une molécule chirale. Il semble que l'énantiomère thérapeutique soit l'énantiomère R représenté en haut à droite.

## Effets indésirables
- Fréquents : étourdissements
- Peu fréquents : maux de têtes, palpitations, hypotension orthostatique, nez bouché et écoulement nasal, diarrhées, nausées et vomissements, constipations, asthénie, éruptions et prurit, trouble de l'éjaculation (et au moins un cas de priapisme, qui est une urgence urologique, a été signalé)[4].

Le tamsulosine peut parfois donner des hypotensions sévères, nécessitant une hospitalisation. Ces accidents se produisent essentiellement les premières semaines de la mise en route du traitement (ou de sa réintroduction).